# Грецано-Пјан деле Розе (Витербо)
Грецано-Пјан деле Розе је насеље у Италији у округу Витербо, региону Лацио.
Према процени из 2011. у насељу је живело 200 становника. Насеље се налази на надморској висини од 193 м.